# 荒誕書
《荒誕書》（英語：A Book of Nonsense）是英國作家愛德華·利爾的詩集和繪本，也是他最有影响力的作品，書中收錄了利爾所寫的112首五行打油詩，插圖亦是利爾本人所繪。1846年2月以二卷本形式出版，問世後獲得了廣大讀者的歡迎。此書在利爾生前總共印刷了十九次。
在1846年初版封面上，利爾以德利當德利（Derry down Derry）為筆名，表示自己是一個喜歡看孩子們歡樂的老頭子，才寫了這本書。
1871年，利爾推出了《荒誕書》的續篇《荒誕的歌、故事、植物和字母》，其中包括著名的詩歌《貓頭鷹和貓咪》。